# Distretto di Inahuaya
Il distretto di Inahuaya è uno dei sei distretti della provincia di Ucayali, in Perù. Si trova nella regione di Loreto e si estende su una superficie di 646,04 chilometri quadrati.
Istituito il 16 febbraio 1962, ha per capitale la città di Inahuaya.